# سر المعبد: الأسرار الخفية لجماعة الإخوان المسلمين
سر المعبد: الأسرار الخفية لجماعة الإخوان المسلمين هو كتاب من تأليف ثروت الخرباوي المحامي المنشق عن جماعة الإخوان منذ عام 2002م، يكشف من خلاله أسراراً حول الجماعة وعلاقتهم بالماسونية،  (أو ما أطلق عليه الخرباوي مصطلح «الماسيو إخواكية»، والذي جعله عنواناً للفصل الثاني عشر من الكتاب الذي يضم 17 فصلاً، في 359 صفحة)، لا سيما الشعار السداسي ولجوء كل منهما إلى العنف، ذلك أن المنتمي إلى الجماعة يشترط عليه أداء القسم على المسدس والمصحف أمام شخص مجهول، كذلك يكشف كيفية تحكّم الجماعة في المنتمين إليها، واستخدامها للاغتيالات السياسية لتصفية معارضيها، كما حدث مع رئيس الوزراء محمود النقراشي (1948م) عندما تم اغتياله على يد عبد المجيد أحمد حسن أحد المنتمين إلى الجماعة بعد قرار رئيس الوزراء حلها. كما يتضمن الكتاب تفاصيل الصفقات التي كان يعقدها الإخوان مع نظام الرئيس المخلوع حسني مبارك في الانتخابات وبعض آليات ومبادئ السمع والطاعة داخل الجماعة. ويعرض في الهوامش مجموعة من المعلومات الدالة على علاقة الإخوان بالولايات المتحدة الأمريكية عبر تقديم وثيقة لم تنشر من قبل كانت مرسلة لخيرت الشاطر من أحد أعضاء الجماعة ذو الصلة بالمسئولين الأمريكيين منذ 2005م. وقد حصل الكتاب علي جائزة أفضل كتاب سياسي خلال معرض القاهرة للكتاب. وتبلغ قيمة الجائزة 10 آلاف جنيه مصري (1500 دولار) إلى جانب درع الهيئة المصرية العامة للكتاب.

## نبذة عن المؤلف
- هو محامي، مفكر، وكاتب محترف، ولد في محافظة الشرقية عام 1957م، بدأ حياته السياسية عضواً بحزب الوفد، ثم نقل نشاطه السياسي بانضمامه لجماعة الإخوان المسلمين. كان أحد القيادات البارزة بجماعة الإخوان وكان رئيس لجنة المهنيين بالجماعة، انضم إلى جماعة الإخوان كمحب عام 1978م وانضم كعضو مسجل عام 1984م، واختلف معها على أثر قضية تقديم مختار نوح وآخرين إلى المحاكمات العسكرية عام 1999م.. فصلته الجماعة عام 2002م لخروجه عن مبدأ السمع والطاعة.
- بدأ الخرباوي انتقاده لجماعة الإخوان بمقال نشره في روز اليوسف، منتقداً المستشار مأمون الهضيبي الذي قال في معرض الكتاب بالتسعينيات وقت مواجهته فرج فودة: «أن الإخوان يتعبدون لله بأعمال النظام الخاص».
- قال الخرباوي أن من أسباب انفصاله عن جماعة الإخوان أنه: «وجدت أن الإخوان المسلمين يرفعون راية الإسلام ولكنهم في حقيقة الأمر يمارسون سلوكيات الحزب الوطني فرفضت هذه الازدواجية.. لأن في داخل التنظيم توجد مؤامرات وأحقاد وصراعات ومحاولة لتحقيق مصالح خاصة بعيدة كل البعد عن مصلحة الإسلام».[6]

## مقدمة الكتاب
يقدم الخرباوي لكتابه بالعبارة التالية: «إذا كنت ستقرأ هذا الكتاب لتأخذه كما هو فلا تقرأه، وإذا كنت ستقرؤه وقد اتخذت مسبقاً قراراً برفضه فلا تقرأه، ولكن اقرأ وفكر ثم بعد ذلك ارفض أو اقبل، ارفض الكل أو ارفض البعض، واقبل الكل أو اقبل البعض، قراءة بلا تفكير ليست قراءة ولكنها تلقين، الأحرار فقط هم الذين يفكرون حين يقرؤون، قراءة مضمَّخة بالتفكير تعطيك عمراً جديداً، وفي هذا الكتاب أهب لك بعض عمري».

## مناقشة الكتاب
تم مناقشة الكتاب في إطار فعاليات معرض الكتاب في ندوة بعنوان «كاتب وكتاب»، شارك فيها: الكاتب الصحفي حلمي النمنم، رئيس مجلس إدارة دار الهلال سابقاً، ود. بهاء الأمير الباحث في شئون الحركات الإسلامية. وتحدث الخرباوي على ان الكتاب تسجيلاً لتجربته الشخصية مؤكداً أنه لم يكتبه كرهاً في الإخوان، ولا محباً لهم حتى يراهم في كل شيء كما يعتقد البعض، وأنه كتبه متأثراً بكتاب روسي بعنوان «آثرت الحرية»، الذي حاز على جائزة نوبل وكان كاتبه يظن الشيوعية ستصلح الأكوان وعندما ثبت العكس بالتجربة، رحل عن روسيا ليسجل هذا الكتاب، وعلى اثره اغتالته المخابرات الروسية.
كما أكد الخرباوي، أنه لم يكتب كتابه ليفضح الإخوان، وأنه تعلم من الرسول ﷺ ثقافة النقد، وأن الكل يتحدث عن دائرة الصواب والخطأ، ومن تعدد الرؤى والأفكار نخرج بفكرة هي أقرب للصواب، مضيفاً أنه لا يفعل ذلك من أجل المال أو الشهرة فهو يكسب جيداً من مهنة المحاماة. وعلّق على سؤال شخص له بكثرة ذكره في الكتاب «لماذا أكتب؟» فرد عليه قائلاً: «أعذرني أصل أنا إخوان ومتعود على التبرير».
ولفت الخرباوي إلى أنه ذكر حبه للإخوان في أول صفحتين في كتاب «قلب الإخوان»، ووصف نفسه فيه بالقطرة في سحابة الإخوان، وفي ذات يوم سقطت هذه القطرة ووقعت على الأرض وتألمت ولكنه ليس وقوع انهيار بل وقوع للبدء في شيء أخر. وتابع حديثه قائلاً: ليس هناك شخص مقدس فالبنا بشر، ومن الطبيعي أن يخطئ، والكمال لله وحده، والإخوان موافقون على ذلك، لكن عندما تسألهم عن أخطاؤه يصمتون، مدللاً بلقاء البنا مع السفارة البريطانية، وكيف فسر الإخوان هذه الخطوة بأنها كانت أفضل للدعوة.
وأكد الخرباوي على حقه في انتقاد البنا مشيراً إلى أن البنا لديه أفكار تكفيرية، ولكنه لم يكن عنده مشروع تكفيري، وضرب مثال بما دعا له البنا بأنه يجب أن تقاطع كل الهيئات القضائية التي لا تحكم بشرع الله، وكل الهيئات التي تكون ضد الإسلام، متسائلاً: فهل هذا يتفق مع المواطنة؟. وانتقد الخرباوي ما يقوله الإخوان على البنا من أنه «صاحب الدعوى»، في حين أن ليس هناك صاحب للدعوى سوى الرسول ﷺ، فكان ردهم أن البنا صاحب دعوى الجماعة فقلت «وهل دعوى الجماعة تختلف عن دعوى الإسلام؟».
وأكد الخرباوي أنه لم يقل أن البنا تأثر بالفكر الماسوني، وإنما تابع فكرهم وتأثر بالبناء التنظيمي لهم وخاصة القسم والبيعة للنظام الخاص. وأرجع الخرباوي غياب حلمي الجزار القيادي بجماعة الإخوان المسلين عن حضور مناقشة الكتاب، إلى أن الجزار كان أحد المصادر التي عاد إليها أثناء كتابة الكتاب، وختم كلمته بقوله «جماعة الإخوان المسلمين يقولون أشياء في التليفزيون وفي الخارج يقولوا عكسها».

### مدح الكتاب والثناء عليه
قال الكاتب حلمي النمنم، رئيس مجلس إدارة دار الهلال سابقاً، أن الخرباوي لم يدع في كتابه أنه يقدم دراسة، وإنما هي تجربة شخصية عن الإخوان المسلمين، وتحتاج أن يقرأها الجميع حتى لا تأتي جماعة تخطف أولادنا ليجندوهم وإما يكونوا قتله وإما يدخلون السجون والقيادات تبقى مدللة كما كانوا في عهد السادات ومبارك. وقال أيضاً: أن الكتاب الذي نناقشه هو من أهم الكتب التي صدرت على الساحة، مشيراً إلى أن مشهد الخروج على التيارات السياسية موجود بشدة في كل التيارات والأحزاب، ونرى أن مذهب الشيعة خرج منه عشرات المذاهب، وإذا انتقلنا إلى حزب الوفد بعد ثورة 1919، حدث به بعض الانشقاقات، ولم تكن جماعة الإخوان المسلمين في منأى عن هذه الانشقاقات، فهي عرفت خروج فردي وجماعي، لأسباب سياسية وشخصية وعقائدية، من أبرز من انشق عن الجماعة كان أحمد السكري، وكان أستاذ حسن البنا، وهو من أسس الجماعة ولكن البنا كان لديه كاريزما تجعله يظهر وكأنه المؤسس الفعلي.

#### انشقاقات الجماعة
وأضاف: انشق أحمد السكري بعد توجيهه اتهامات للبنا، منها «التستر على التهمة التي نسبت إلى صهره، عبد الحكيم عابدين، من تهمة التحرش بعضوات الجماعة، وتأرجح البنا بين الأحزاب السياسية، وإغراق الجماعة في السياسة، ومهادنة حكومة صدقي، وعقد تحالفات مع الحكومة لإسقاط حزب الوفد». وتابع: خرج السكري وكتب سلسلة مقالات هاجم فيها البنا بعنوان «الشيخ الكذاب»، ثم كان هناك انشقاق جماعي لمجموعة من شباب الإخوان وقتها، وكونوا جمعية شباب محمد وانشقاقهم جاء لأسباب سياسية، حيث كانوا يعترضون على طريقة البنا في التعامل مع النظام وقتها، حيث كان يتعامل مع الحكومات رغم وصفه لها بالفاسدة، كما أنه عندما بدأت أزمة فلسطين تتصاعد، بدأت الجماعة في جمع تبرعات بلغت 452 جنيهاً، وسلمت له ليرسلها، إلا أنهم فوجئوا أنه ما لم يرسل سوى 92 جنيهاً، وعندما سألوا البنا قال: إن الباقي دخل في حسابات الجماعة.

#### عمليات اغتيال
واستطرد النمنم: وجاءت واقعة الخازندار لتحدث هزة ضخمة داخل الجماعة عندما وقع اغتياله، حيث أطلق اثنان من شباب الجماعة الرصاص عليه، وعاد منهم واحد ووضع حذاءه على صدر الرجل، وأطلق رصاصتين في رأسه، ويروي عبد العزيز كامل في مذكراته أن البنا عندما سُئل عن الواقعة أنكر معرفته بها، وقال: إن من فعلها هو «عبد الرحمن السندي»، فحدثت مواجهة بين السندي والبنا، وكانت مواجهة عنيفة بلغت إلى التدافع بالأيدي؛ لأن السندي قال: إنه نفذ العملية بناء على تعليمات البنا. وأوضح النمنم أنه عندما تولى الشيخ الهضيبي الجماعة، انشق الشيخ محمد الغزالي وذلك عندما وجد بعض الخطباء المنتمين للجماعة يقولون: «المرشد لا يخطئ ومن ينتقده فهو كافر»، فأثر ذلك في الغزالي، وانتقد الهضيبي قائلاً: أن الهضيبي ادخل الماسون لإفساد الجماعة، مشيراً إلى أن الخاصة الملكية هي التي أدخلت الهضيبي الجماعة، مشيراً إلى أن من أهم الانشقاقات كان انشقاق شكري مصطفى؛ وذلك لأسباب عقائدية، حيث كانت أفكار الجماعة تتجه إلى التشدد بعد البنا، وهم من قتلوا محمد حسين الذهبي.

#### فساد الإخوان
وتساءل النمنم عن مصدر أموال المهندس خيرت الشاطر الذي تصل ثروته 40 مليار دولار؟ مشيراً إلى أن الشاطر لم يكن يملك شيئاً حينما تولى مبارك الحكم. وعقد حلمي النمنم مقارنة بين حسام أبو الفتوح وخيرت الشاطر، موضحاً أن الأول «أتمسح بكرامته الأرض»؛ لأنه منع أحد المقربين من مبارك من أخذ توكيل سيارات، حتى أن أمن الدولة سجل له فيديو مع زوجته وقام بتوزيعه، أما الشاطر فرغم الحكم عليه في قضية غسيل أموال، إلا أن النظام سمح له وهو في السجن أن يدير أعماله بالكامل وهذا جزء من حالة من التواطؤ العام.
وأكد النمنم أن قيادات الإخوان كانوا يسلمون من يغضبون عليه من بينهم لأمن الدولة، ذاكراً أن في عام 2005م، قال مرشد الإخوان وقتها مهدي عاكف: إن أمن الدولة تكلموا معه في منتصف الليل ليخبروه أن دائرة مصر الجديدة هي دائرة الرئيس ولا يصح أن يأخذ الإخوان المقعدين، وطلبوا منه اختيار أحد المرشحين لإسقاطه، فضحى وقتها بالدكتورة مكارم الديري، التي خرجت من الجماعة بعدها.
وأبدى النمنم تعجبه من أن المرشد العام محمد بديع يغدق بالأموال على شخص من قيادات الإخوان كان «شاهد ملك» في قضية تم القبض فيها على مجموعة تابعة للجماعة قبل نهاية اجتماعهم في أحد المقرات، والغريب أن هذا الشاهد كان من المفترض أن يحضر هذا الاجتماع ولكنه تغيب. كما تعجب النمنم من جرأة جماعة الإخوان في إعادة طرح مشروع الصكوك الذي كان قد طرحه أحمد عز في عهد النظام السابق، تحت مسمى جديد وهو الصكوك الإسلامية.

### انتقادات
من جانبه قدم د. بهاء الأمير الباحث في شئون الحركات الإسلامية، مدحًا في الخرباوي مؤلف الكتاب، ثم وجه النقد الشديد لمحتوى الكتاب، رغم قوله: كان ينبغي أن يكون هناك أحد من جماعة الإخوان المسلمين، ليدافع عن الجماعة ويرد على ما يقال؛ لأني لم آتِ للدفاع عنهم. وقال الأمير: الكتاب لا يوجد به إلا ثلاثة مصادر أو أربعة؛ لأنه يعتمد على تجربة شخصية، فالكتاب أقرب إلى الرواية من الدراسة البحثية، حتى أن عنوان الكتاب لا يوجد ما يدل في المحتوى.
وأضاف: الخرباوي نسب أصول الجماعة إلى أشياء متعددة ومتناقضة، ففي فصل جعل الجماعة وهابية، وفي فصل آخر ذكر أنها جماعة تكفيرية، وفي فصل الخطاب المجهول جعلها جماعة أمريكية ثم ماسونية، وفسرت ذلك بأن الكتاب سيكولوجي، وأن الخرباوي ليس كارهاً للجماعة بل يحبها ويرى فيها كل شيء. وانتقد الأمير اعتراف الخرباوي في الكتاب بأنه لم يضع يديه على البئر المخفي للجماعة إلا بعد ست سنوات من تركه للجماعة، وقال: هناك من انفصل عن الماسونية في الغرب والشرق وكتبوا عنها لفضح أهدافها، وكلهم كانوا يعرفون أسرارها قبل أن يتركوها، وليس بالمصادفة. كما اعترض على أن يستند الخرباوي في كتابه على اتهامات الإمام محمد الغزالي للهضيبي بأنه سمح بدخول الماسونية للجماعة، مشيراً إلى أن كلام الغزالي مجهول ولا يعد مصدراً، لذلك على المؤلف أن يأتي بالدليل على صحة هذا الكلام.
وأشار الأمير إلى أنه شعر بالرهبة ثم وقع من الضحك عندما قرأ وصف الخرباوي في فصل «الماسيوإخوانية»، لكيفية اكتشافه أوجه التشابه بين الماسونية وجماعة الإخوان المسلمين، في حين أن هذا الكتاب لـ «شاهين مكاريوس» الماسوني، وهو يهودي وألف سبعة كتب في الماسونية، وهي ليست للتعريف بالحقائق ولكن للتضليل، حيث قال: إن الماسونية تنقسم لثلاثة مستويات في حين أنها أكثر من ذلك، مما تعني أنه في «كي جي» ماسونية.
وأكد الأمير أنه لا يوجد تشابه بين تنظيم الجماعة التي لا أعرف درجاتها وبين الماسونية التي بها درجات كبيرة ومعقدة، مشيراً إلى وجود اختلاف بين مسمى أستاذ في الماسونية وفي الجماعة، حيث أنها في الماسونية هي رتبة لرئيس المحفل، بينما في الجماعة هي غاية، كما أن شعار الماسونية خماسي والإخوان ليس كذلك؛ لأنه أقرب للسداسي، مشيراً إلى أن المشكلة تكمن في أن الخرباوي يرى الجماعة في كل شيء.